# ミッキー・マービン
ミッキー・マービン（Mickey Marvin 1955年10月5日 - 2017年3月6日）は、ノースカロライナ州ヘンダーソンビル出身の元アメリカンフットボール選手。ポジションはガード。
テネシー大学で彼はライトガードとして活躍しサウスイースタン・カンファレンスのオールチームに3回選ばれた。
1977年のNFLドラフトでオークランド・レイダースに指名されて入団、1978年より右ガードとして先発するようになった。1987年までの11シーズンをレイダース一筋で過ごしプレーオフに6回出場、第15回、第18回スーパーボウルでも先発出場しチームの優勝に貢献している。
第15回スーパーボウル優勝後、彼は当時のNFLコミッショナー、ピート・ロゼールに「ここにはあなたを憎むものは誰もいませんよ。」と述べた。（当時レイダースのアル・デービスオーナーはロサンゼルスへのチーム移転に関してロゼールコミッショナーと対立していた。）
1981年には元レイダースヘッドコーチ、ジョン・マッデンが選ぶオール・マッデン・チームに選ばれている。
1989年、38歳で亡くなった元チームメートのジョン・マツザックの葬儀ではアル・デービスと共に弔辞を述べた。
引退後は、レイダースのスカウトを務めた。
2017年3月6日、61歳で亡くなった。筋萎縮性側索硬化症を患っていた。